# Іванов Сергій Володимирович (футболіст)
Сергій Володимирович Іванов (нар. 10 грудня 1980) — український футболіст, який грав на позиції нападника і півзахисника. Відомий за виступами в клубах із Запоріжжя, зокрема в клубі української вищої ліги «Металург».

## Клубна кар'єра
Сергій Іванов розпочав виступи у професійному футболі в 1998 році у складі команди української вищої ліги «Металург» із Запоріжжя, проте в головній команді клубу зіграв тільки 1 матч чемпіонату, більше часу провівши в складі фарм-клубу «Металург-2» у другій лізі. У сезоні 1999—2000 років футболіст грав у складі команди другої ліги «Віктор» із Запоріжжя, а чемпіонат 2000—2001 років провів у складі іншої запорізької команди другої ліги «СДЮШОР-Металург». У 2001—2003 роках Іванов грав у складі команди «Торпедо» із Запоріжжя, яке на той час грало в другій лізі, після чого в складі професійних команд не грав. У 2018 році Сергій Іванов грав у складі аматорської команди «Петрівка» із Запорізької області.